# Staffan Timell
Karl Staffan Timell, född 29 juli 1925 i Örnsköldsviks församling, Västernorrlands län, död 10 september 2007 i Oscars församling i Stockholm, var en svensk direktör.
Staffan Timell var son till disponenten Carl-Henning Timell och Erika Ekelund. Hans släkt kommer ursprungligen från Timmersdala socken.
Han tog studenten i Stockholm 1945 och blev redaktör för Högerpressens nyhetsbyrå 1948, Åhlén & Åkerlund 1954, PR-chef för AB Stockholms spårvägar 1955, verkställande direktör för Tandvärnet 1962 och var informationschef för Svenska kraftverksföreningen från 1965. Han var adjungerad styrelseledamot i Sveriges Public Relations förening och dess presskontaktman. Under lång tid var han chefredaktör för tidningen El som då hade en upplaga på flera miljoner.
Staffan Timell gifte sig 1952 med Värmlandsbördiga Ebon Thunelius (1927–1999), dotter till Nils Thunelius och Irma Pihl. De fick två döttrar samt sönerna Martin Timell (född 1957) och Anders Timell (född 1965). Han gifte om sig 2003 med Britt Lindén (född 1934). Han är begravd på Galärvarvskyrkogården i Stockholm.